# Cyclosorus validus
Cyclosorus validus là một loài thực vật có mạch trong họ Thelypteridaceae. Loài này được (H. Christ) Ching mô tả khoa học đầu tiên năm 1938.